# Blaťácké zlato

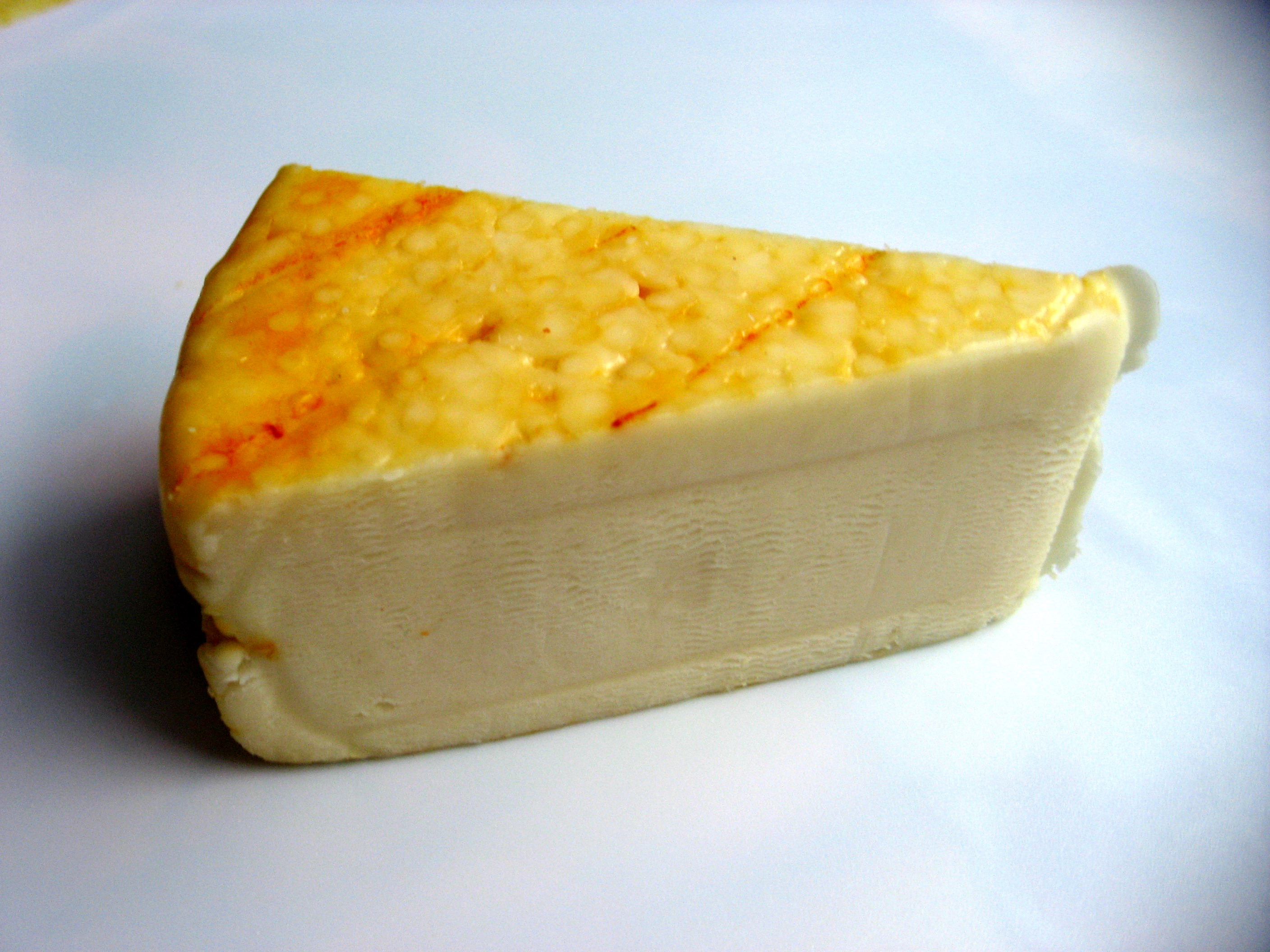
Porcjowany kawałek sera dostępny w handlu

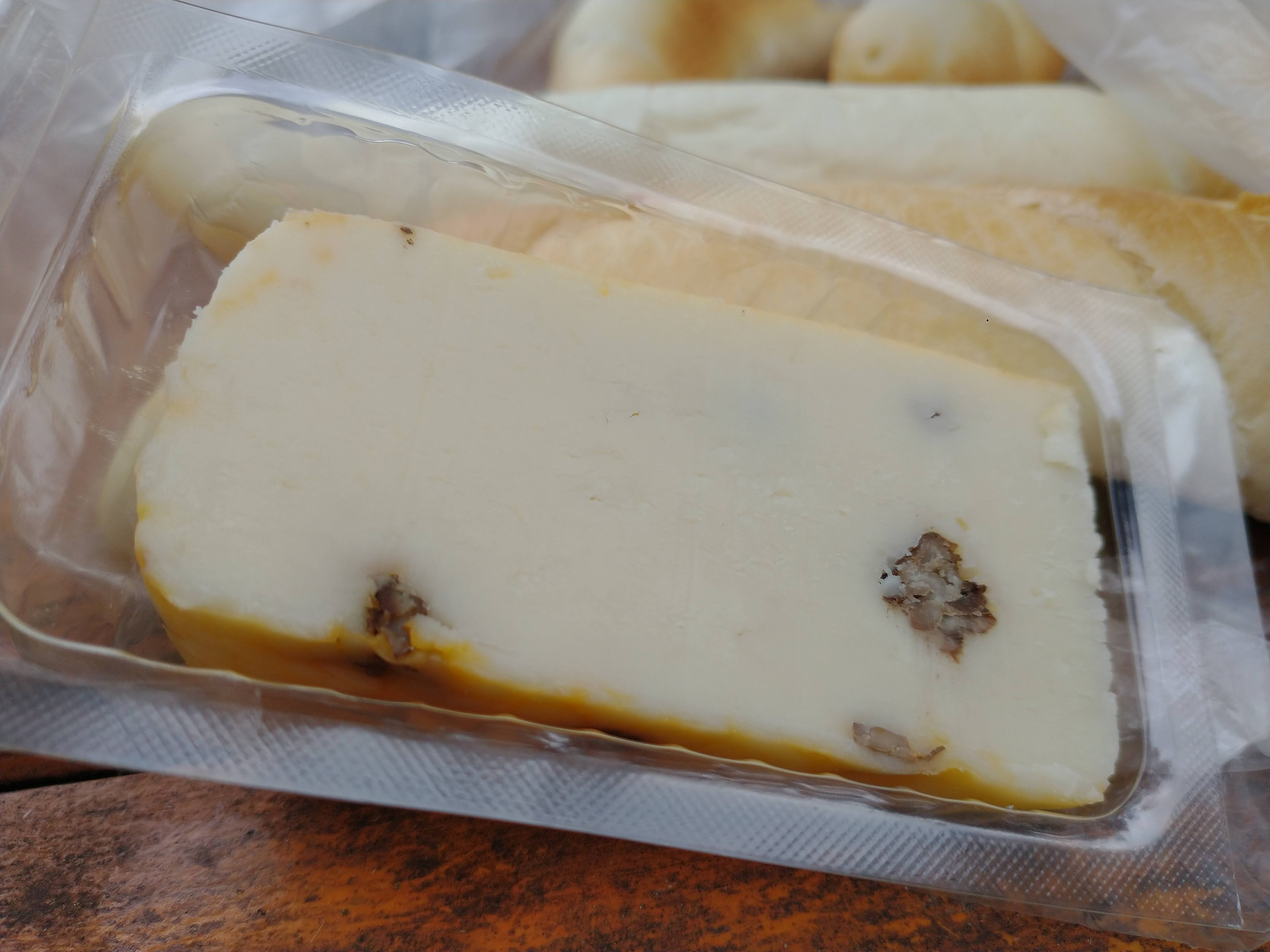
Wersja z orzechami włoskimi

Blaťácké zlato – miękki czeski ser wytwarzany z mleka krowiego.

## Historia
Produkt zaczęto wytwarzać spółdzielczo w 1939 w Taborze na wzór włoskiego podobnego sera Bel Paese. Obecnie właścicielem marki jest przedsiębiorstwo Madeta. Ser początkowo wytwarzano w miejscowości Řípec, a potem produkcję przeniesiono do Plany nad Lužnicí. 

## Właściwości
Ser jest miękki, posiada elastyczną konsystencję i złotopomarańczowy nalot. Ma typowo mleczny zapach z migdałowo-orzechową nutą. Sto gramów sera zawiera około 25,5 grama tłuszczu, 20,9 grama białka oraz 1,9 grama cukrów. Wariantowo produkuje się ser z zielonym pieprzem lub orzechami włoskimi. Wytwarzany jest w blokach o wadze 1,5 kg, ale sklepy oferują też mniejsze kawałki. Trwałość wynosi 30 dni.

## Podawanie
Ser polecany jest do konsumpcji bezpośredniej, zwłaszcza dobrze komponuje się z białym winem (polecane jest Veltlínské zelené, Neuburg albo Müller-Thurgau).